# Aleksandra Kornhauser Frazer
Aleksandra Kornhauser Frazerová, rodným jménem Aleksandra Caleari (26. září 1926 Virmaše u Škofja Loka – 17. května 2020 Lublaň), byla slovinská chemička, vědkyně a pedagožka. Byla profesorkou chemie na Fakultě přírodních věd a inženýrství na univerzitě v Lublani a ředitelkou Mezinárodního centra pro chemický výzkum ve Slovinsku.
Zabývala se mnoha vědními obory, propojovala vědu s průmyslem a informatikou, vychovávala své studenty k lásce pro přírodní vědy. Jako významná osobnost přednášela na řadě zahraničních univerzit a na plenárních zasedáních a kongresech. Její úspěšná činnost je popsána ve více než třiceti knihách a stovkách článků.
Zastávala mnoho vedoucích pozic a vedla významné mezinárodní projekty po celém světě v oblasti chemického vzdělávání, ochrany životního prostředí a udržitelného rozvoje. Jako členka organizací UNESCO, Světová banka nebo Rozvojový program OSN pracovala v nejméně 50 zemích na všech kontinentech.

## Život
Aleksandra Caleari se narodila 26. září 1926 ve Virmaše u Škofja Loka do početné a bohaté rodiny, neboť její otec byl velkoobchodník se dřevem. Měla pět sourozenců. Rodina přišla o své jmění během Velké hospodářské krize ve třicátých letech a Alexandra pak vyrůstala v chudobě.
V roce 1940 ve svých patnácti letech začala vést mládežnickou organizaci na podporu partyzánů. Otec byl v té době vězněn v koncentračním táboře v Begunyi. Celá rodina byla poslána na nucené práce, ale všichni válku přežili. Po válce Alexandra krátce vyučovala v Kamniku a Domžale. V roce 1948 nastoupila na univerzitu v Lublani, aby studovala chemii.
Byla dvakrát vdaná. Jejím prvním manželem byl Pavel Kornhauser, slovinský lékař. Jejím druhým manželem byl britský chemik Malcolm Fraser, profesor chemického vzdělávání na University of East Anglia a pozdější výkonný ředitel Rady národních akademických cen. Alexandra pak používala příjmení obou manželů.
Zemřela 17. května 2020 ve věku 93 let v Lublani.

## Kariéra

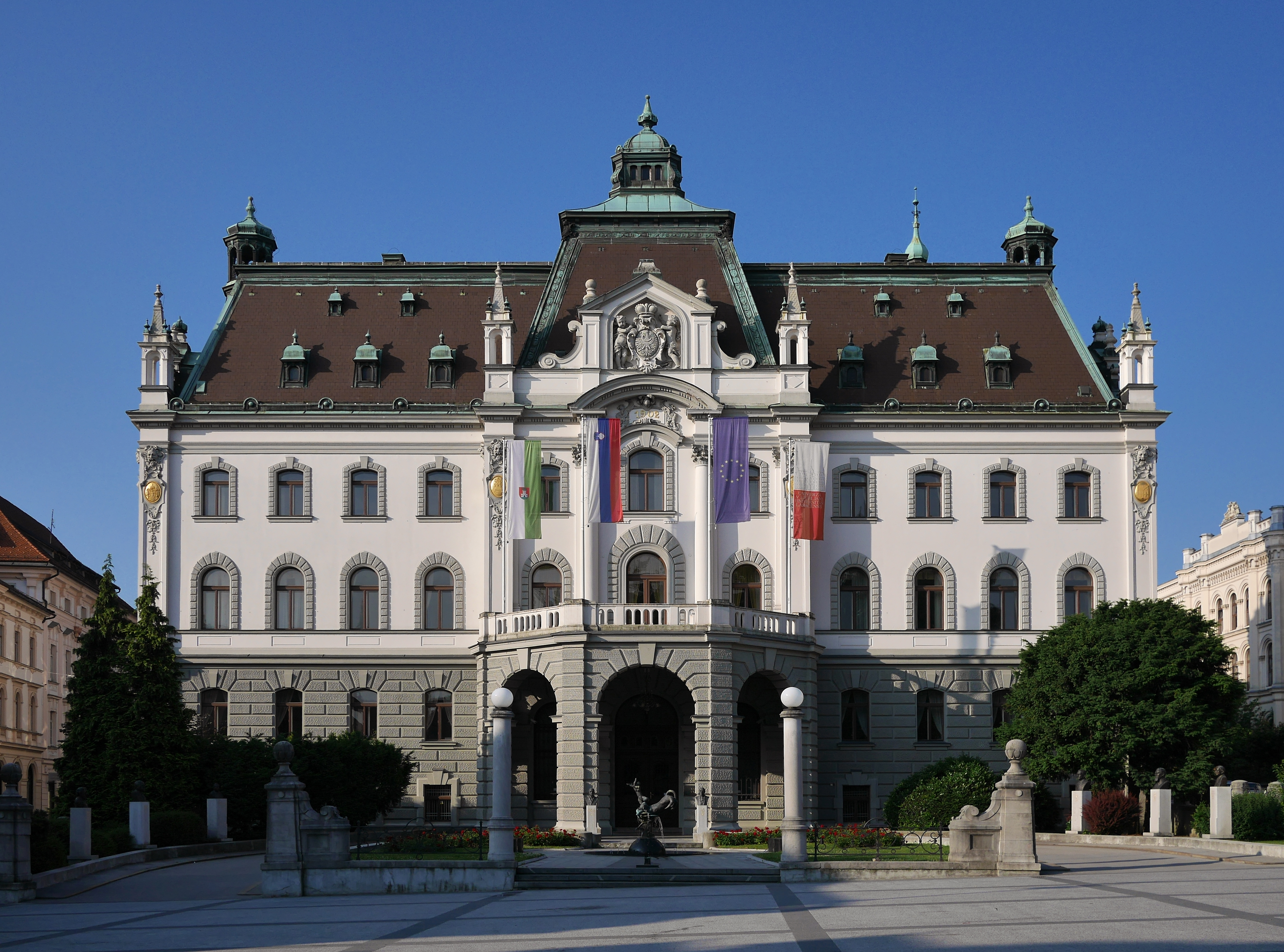
Univerzita v Lublani

- Univerzita v LublaniOd roku 1965 vyučovala organickou chemii na Pedagogické akademii v Lublani a v letech 1966 až 1969 byla její děkankou.
- V roce 1969 byla jmenována docentkou a v roce 1976 řádnou profesorkou chemie na Fakultě přírodních věd a technologie na univerzitě v Lublani.
- V roce 1971 začala řídit chemický vzdělávací program a od roku 1982 program chemické informatiky.
- V 60. a 70. letech byla aktivní v politice. Od roku 1965 byla poslankyní a také místopředsedkyní Sekulárního a kulturního shromáždění shromáždění. V roce 1970 za vlády Stanja Kavčiče působila jako místopředsedkyně výkonné rady Slovinska a byla zodpovědná za zdravotnictví, kulturu, vědu a vzdělávání.[5] Po třech letech politického angažmá se na univerzitu vrátila.
- Od roku 1980 kombinovala chemii s informatikou a vyvíjela informační metody pro chemický výzkum a vzdělávání. Pracovala jako výzkumná asistentka v mezinárodních organizacích včetně EU, UNDP, UNESCO, ILO a americké Agentury pro ochranu životního prostředí.
- V letech 1974 až 1980 byla předsedkyní Výzkumné komunity Slovinska a v letech 1979 až 1990 Jugoslávského výboru pro vědu při UNESCO.[6]
- V roce 1981 se stala ředitelkou Mezinárodního centra chemických studií UNESCO.
- Byla předsedkyní shromáždění Jugoslávské asociace pro rozvoj vědy a předsedkyní Výboru pro chemické vzdělávání při Federaci evropských chemických společností.
- Spolupracovala s univerzitami ve Švýcarsku, Velké Británii a USA a v rámci své země vedla více než 60 mezinárodních seminářů a kurzů.
- Ve své profesní kariéře pokračovala až do svých 90 let, kdy ukončila své funkční období jako děkanka Mezinárodní školy postgraduálního studia Józsefa Stefana.[7]

## Výzkum a mezinárodní projekty
- V letech 1954-1980 se zabývala výzkumem přírodních látek, zejména alkaloidů a antibiotik. Při svém výzkumu spolupracovala s farmaceutickým průmyslem.
- V osmdesátých letech vyučovala především informační metodologii s aplikacemi ve výzkumu, vzdělávání a průmyslu.
- V roce 1988 byla jednou ze 100 zakládajících členů Evropské akademie věd a umění v Londýně
- V roce 1989 byla zvolena do Světové akademie věd ve Stockholmu. Byla také členkou Akademie věd třetího světa.
- Vedla řadu domácích i mezinárodních projektů v oblasti chemického vzdělávání, ochrany životního prostředí a udržitelného rozvoje. Bylo to zejména v rámci EU, Agentury pro ochranu životního prostředí USA, dále mezinárodní projekty UNESCO a Světové banky.

## Ocenění
Za svou práci obdržela mnoho vyznamenání a mezinárodních uznání, mezi které patří například:
- Medaile Laurenta Lavoisiera od Farmaceutické akademie ve Francii
- Pamětní cena Roberta Breasteda od Americké chemické společnosti
- V roce 1997 obdržela cenu Zois Award for Achievement, nejvyšší slovinské ocenění ve vědecké oblasti.
- V roce 1999 se stala první vědkyní, která v Tokiu obdržela cenu Honda Award za rozvoj znalostí v oblasti propagace čistých technologií.
- Byla čestnou občankou obce Škofja Loka a čestnou občankou Lublaně.